# Сеймур, Дэвид
Дэвид Сеймур (англ. David Seymour; настоящее имя Давид Зумин (пол. Dawid Szymin), известен под псевдонимом Чим) — американский фотограф польского происхождения. Является одним из пяти фотографов-создателей фотоагентства Magnum Photos.

## Биография
Родился в 1911 году в Варшаве в еврейской семье издателя. В начале Первой мировой войны семья перебирается в Россию, где проживает до 1919 года.
Обучался арт-графике в Лейпциге и химии и физике в Сорбонне. С 1930 года жил в Париже, работал в изданиях Paris-Soir и Regards . Следующим важным этапом в жизни Сеймура становится знакомство с Анри Картье-Брессоном и Робертом Капой.
С 1936 по 1938 года он работал фотокорреспондентом на фронтах Испанской гражданской войны. С началом Второй мировой войны он переезжает в Штаты, где живёт и работает в Нью-Йорке и придумывает себе имя Дэвид Сеймур. Его родители были убиты нацистами. С 1942 года до окончания войны служит в рядах американской армии.
В 1947 году вместе с четырьмя фотографами (Картье-Брессон, Капа, Джордж Роджер, Уильям Вандиверт) Дэвид Сеймур основывает международное агентство Magnum Photos. Наиболее известным проектом Сеймура является серия детских снимков «Дети послевоенной Европы», сделанная им в 1947—1948 годах по заказу ЮНЕСКО. По итогам работы организация опубликовала в 1949 году 62-страничную книгу.
После трагической гибели Роберта Капы Сеймур возглавляет Magnum Photos. 10 ноября 1956 года он был убит пулемётной очередью во время Суэцкого кризиса.